# Euphaedra albula
Euphaedra albula är en fjärilsart som beskrevs av Friedrich Thurau 1903. Euphaedra albula ingår i släktet Euphaedra och familjen praktfjärilar. Inga underarter finns listade i Catalogue of Life.